# Flux potencial

Línies de corrent de flux potencial al voltant d'un perfil alar NACA 0012 amb un angle d'atac d'11°, amb tubs de corrent superior i inferior identificats. El flux és bidimensional i el perfil alar té una envergadura infinita.

En dinàmica de fluids, el flux potencial o flux irrotacional es refereix a la descripció d'un flux de fluids sense vorticitat. Aquesta descripció sorgeix típicament en el límit de viscositat nul·la, és a dir, per a un fluid no viscós i sense vorticitat present en el flux.
El flux potencial descriu el camp de velocitat com el gradient d'una funció escalar: el potencial de velocitat. Com a resultat, un flux potencial es caracteritza per un camp de velocitats irrotacionals, que és una aproximació vàlida per a diverses aplicacions. La irrotacionalitat d'un flux potencial es deu al fet que la curvatura del gradient d'un escalar sempre és igual a zero.
En el cas d'un flux incompressible, el potencial de velocitat satisfà l'equació de Laplace, i la teoria del potencial és aplicable. Tanmateix, els fluxos potencials també s'han utilitzat per descriure fluxos compressibles i fluxos d'Hele-Shaw. L'enfocament del flux potencial es produeix en el modelatge tant de fluxos estacionaris com no estacionaris.
Les aplicacions del flux potencial inclouen: el camp de flux exterior per a perfils aerodinàmics, ones d'aigua, flux electroosmòtic i flux d'aigües subterrànies. Per a fluxos (o parts d'aquests) amb forts efectes de vorticitat, l'aproximació del flux potencial no és aplicable. En regions de flux on se sap que la vorticitat és important, com ara esteles i capes límit, la teoria del flux potencial no és capaç de proporcionar prediccions raonables del flux. Tanmateix, sovint hi ha grans regions d'un flux en què la suposició d'irrotacionalitat és vàlida, permetent l'ús del flux potencial per a diverses aplicacions; aquestes inclouen el flux al voltant d'aeronaus, el flux d'aigües subterrànies, l'acústica, les ones d'aigua i el flux electroosmòtic.

## Descripció i característiques

Un flux potencial es construeix sumant fluxos elementals simples i observant el resultat.

Línies de corrent per al flux potencial incompressible al voltant d'un cilindre circular en un flux uniforme cap endavant.

En un flux potencial o irrotacional, el camp vectorial de vorticitat és zero, és a dir,
{\displaystyle {\boldsymbol {\omega }}\equiv \nabla \times \mathbf {v} =0,}
on {\displaystyle \mathbf {v} (\mathbf {x} ,t)} és el camp de velocitat i {\displaystyle {\boldsymbol {\omega }}(\mathbf {x} ,t)} és el camp de vorticitat. Com qualsevol camp vectorial amb curvatura zero, el camp de velocitat es pot expressar com el gradient d'un cert escalar, per exemple {\displaystyle \varphi (\mathbf {x} ,t)} que s'anomena potencial de velocitat, ja que la curvatura del gradient sempre és zero. Per tant, tenim
{\displaystyle \mathbf {v} =\nabla \varphi .}
El potencial de velocitat no es defineix de manera única, ja que s'hi pot afegir una funció arbitrària del temps, per exemple {\displaystyle f(t)}, sense afectar la magnitud física pertinent que és {\displaystyle \mathbf {v} }. La no-unicitat normalment s'elimina seleccionant adequadament les condicions inicials o de contorn apropiades que es compleixin per {\displaystyle \varphi } i, per tant, el procediment pot variar d'un problema a un altre.
En flux potencial, la circulació {\displaystyle \Gamma } al voltant de qualsevol contorn simplement connectat {\displaystyle C} és zero. Això es pot demostrar mitjançant el teorema de Stokes ,
{\displaystyle \Gamma \equiv \oint _{C}\mathbf {v} \cdot d\mathbf {l} =\int {\boldsymbol {\omega }}\cdot d\mathbf {f} =0}on {\displaystyle d\mathbf {l} } és l'element de línia del contorn i {\displaystyle d\mathbf {f} } és l'element d'àrea de qualsevol superfície delimitada pel contorn. En un espai múltiplement connectat (per exemple, al voltant d'un contorn que tanca un cos sòlid en dues dimensions o al voltant d'un contorn que tanca un tor en tres dimensions) o en presència de vòrtexs concentrats (per exemple, en els anomenats vòrtexs irrotacionals o vòrtexs puntuals, o en anells de fum), la circulació {\displaystyle \Gamma } no cal que sigui zero. En el primer cas, el teorema de Stokes no es pot aplicar i en el segon cas, {\displaystyle {\boldsymbol {\omega }}} és diferent de zero dins de la regió delimitada pel contorn. Al voltant d'un contorn que envolta un cilindre sòlid infinitament llarg amb el qual el contorn fa un bucle {\displaystyle N} vegades, tenim
{\displaystyle \Gamma =N\kappa }on {\displaystyle \kappa } és una constant cíclica. Aquest exemple pertany a un espai doblement connectat. En un {\displaystyle n} espai connectat dues vegades, hi ha {\displaystyle n-1} aquestes constants cícliques, és a dir, {\displaystyle \kappa _{1},\kappa _{2},\dots ,\kappa _{n-1}.}

## Flux incompressible
En el cas d'un flux incompressible —per exemple, d'un líquid o d'un gas amb nombres de Mach baixos; però no per a ones sonores— la velocitat v té divergència zero:
{\displaystyle \nabla \cdot \mathbf {v} =0\,,}Substituint aquí {\displaystyle \mathbf {v} =\nabla \varphi } demostra que {\displaystyle \varphi } satisfà l'equació de Laplace
{\displaystyle \nabla ^{2}\varphi =0\,,}on ∇2 = ∇ ⋅ ∇ és l'operador de Laplace (de vegades també escrit Δ). Com que les solucions de l'equació de Laplace són funcions harmòniques, cada funció harmònica representa una solució potencial de flux. Com és evident, en el cas incompressible, el camp de velocitats es determina completament a partir de la seva cinemàtica: els supòsits d'irrotacionalitat i divergència zero del flux. La dinàmica en relació amb les equacions de moment només s'ha d'aplicar posteriorment si s'està interessat en calcular el camp de pressió: per exemple, per al flux al voltant dels perfils aerodinàmics mitjançant l'ús del principi de Bernoulli.
En fluxos incompressibles, contràriament a la idea errònia comuna, el flux potencial satisfà totes les equacions de Navier-Stokes, no només les equacions d'Euler, perquè el terme viscós
{\displaystyle \mu \nabla ^{2}\mathbf {v} =\mu \nabla (\nabla \cdot \mathbf {v} )-\mu \nabla \times {\boldsymbol {\omega }}=0}és idènticament zero. És la incapacitat del flux potencial per satisfer les condicions de contorn requerides, especialment prop de límits sòlids, la que el fa invàlid a l'hora de representar el camp de flux requerit. Si el flux potencial compleix les condicions necessàries, aleshores és la solució requerida de les equacions incompressibles de Navier-Stokes.
En dues dimensions, amb l'ajuda de la funció harmònica {\displaystyle \varphi } i la seva funció harmònica conjugada {\displaystyle \psi } (funció de corrent), el flux potencial incompressible es redueix a un sistema molt simple que s'analitza mitjançant una anàlisi complexa (vegeu més avall).

## Flux compressible

### Flux constant
La teoria del flux potencial també es pot utilitzar per modelar el flux compressible irrotacional. La derivació de l'equació governant per a {\displaystyle \varphi } de l'equació d'Euler és bastant senzill. Les equacions de continuïtat i de moment (flux potencial) per a fluxos estacionaris es donen per
{\displaystyle \rho \nabla \cdot \mathbf {v} +\mathbf {v} \cdot \nabla \rho =0,\quad (\mathbf {v} \cdot \nabla )\mathbf {v} =-{\frac {1}{\rho }}\nabla p=-{\frac {c^{2}}{\rho }}\nabla \rho }on l'última equació es desprèn del fet que l'entropia és constant per a una partícula fluida i que el quadrat de la velocitat del so és
{\displaystyle c^{2}=(\partial p/\partial \rho )_{s}}. Eliminant {\displaystyle \nabla \rho } a partir de les dues equacions governants resulta en
{\displaystyle c^{2}\nabla \cdot \mathbf {v} -\mathbf {v} \cdot (\mathbf {v} \cdot \nabla )\mathbf {v} =0.}La versió incompressible emergeix al límit {\displaystyle c\to \infty }. Substituint aquí {\displaystyle \mathbf {v} =\nabla \varphi } resultats en
{\displaystyle (c^{2}-\varphi _{x}^{2})\varphi _{xx}+(c^{2}-\varphi _{y}^{2})\varphi _{yy}+(c^{2}-\varphi _{z}^{2})\varphi _{zz}-2(\varphi _{x}\varphi _{y}\varphi _{xy}+\varphi _{y}\varphi _{z}\varphi _{yz}+\varphi _{z}\varphi _{x}\phi _{zx})=0}on {\displaystyle c=c(v)} s'expressa com una funció de la magnitud de la velocitat {\displaystyle v^{2}=(\nabla \phi )^{2}}. Per a un gas politròpic, {\displaystyle c^{2}=(\gamma -1)(h_{0}-v^{2}/2)}, on {\displaystyle \gamma } és la relació calorífica específica i {\displaystyle h_{0}} és l'entalpia d'estagnació. En dues dimensions, l'equació es simplifica a

### (c2−φx2)φxx+(c2−φy2)φyy−2φxφyφxy=0.{\displaystyle (c^{2}-\varphi _{x}^{2})\varphi _{xx}+(c^{2}-\varphi _{y}^{2})\varphi _{yy}-2\varphi _{x}\varphi _{y}\varphi _{xy}=0.}Flux inestable
Les equacions de continuïtat i de moment (flux potencial) per a fluxos no estacionaris es donen per
{\displaystyle {\frac {\partial \rho }{\partial t}}+\rho \nabla \cdot \mathbf {v} +\mathbf {v} \cdot \nabla \rho =0,\quad {\frac {\partial \mathbf {v} }{\partial t}}+(\mathbf {v} \cdot \nabla )\mathbf {v} =-{\frac {1}{\rho }}\nabla p=-{\frac {c^{2}}{\rho }}\nabla \rho =-\nabla h.}La primera integral de l'equació de moment (flux potencial) ve donada per
{\displaystyle {\frac {\partial \varphi }{\partial t}}+{\frac {v^{2}}{2}}+h=f(t),\quad \Rightarrow \quad {\frac {\partial h}{\partial t}}=-{\frac {\partial ^{2}\varphi }{\partial t^{2}}}-{\frac {1}{2}}{\frac {\partial v^{2}}{\partial t}}+{\frac {df}{dt}}}on {\displaystyle f(t)} és una funció arbitrària. Sense pèrdua de generalitat, podem establir {\displaystyle f(t)=0} des de {\displaystyle \varphi } no està definit de manera única. Combinant aquestes equacions, obtenim
{\displaystyle {\frac {\partial ^{2}\varphi }{\partial t^{2}}}+{\frac {\partial v^{2}}{\partial t}}=c^{2}\nabla \cdot \mathbf {v} -\mathbf {v} \cdot (\mathbf {v} \cdot \nabla )\mathbf {v} .}
Substituint aquí {\displaystyle \mathbf {v} =\nabla \varphi } resultats en
{\displaystyle \varphi _{tt}+(\varphi _{x}^{2}+\varphi _{y}^{2}+\varphi _{z}^{2})_{t}=(c^{2}-\varphi _{x}^{2})\varphi _{xx}+(c^{2}-\varphi _{y}^{2})\varphi _{yy}+(c^{2}-\varphi _{z}^{2})\varphi _{zz}-2(\varphi _{x}\varphi _{y}\varphi _{xy}+\varphi _{y}\varphi _{z}\varphi _{yz}+\varphi _{z}\varphi _{x}\phi _{zx}).}

## Aplicabilitat i limitacions
El flux potencial no inclou totes les característiques dels fluxos que es troben al món real. La teoria del flux potencial no es pot aplicar per a fluxos interns viscosos,  excepte per a fluxos entre plaques properes. Richard Feynman considerava que el flux potencial era tan poc físic que l'únic fluid que obeïa els supòsits era "aigua seca" (citant John von Neumann).  El flux potencial incompressible també fa diverses prediccions no vàlides, com ara la paradoxa de d'Alembert, que afirma que la resistència sobre qualsevol objecte que es mogui a través d'un fluid infinit que en altres circumstàncies estaria en repòs és zero.  Més precisament, el flux potencial no pot tenir en compte el comportament dels fluxos que inclouen una capa límit. No obstant això, comprendre el flux potencial és important en moltes branques de la mecànica de fluids. En particular, els fluxos potencials simples (anomenats fluxos elementals) com ara el vòrtex lliure i la font puntual tenen solucions analítiques ja preparades. Aquestes solucions es poden superposar per crear fluxos més complexos que satisfacin diverses condicions de contorn. Aquests fluxos corresponen estretament als fluxos de la vida real en tota la mecànica de fluids; a més, sorgeixen moltes idees valuoses quan es considera la desviació (sovint lleugera) entre un flux observat i el flux potencial corresponent. El flux potencial troba moltes aplicacions en camps com el disseny d'aeronaus. Per exemple, en dinàmica de fluids computacional, una tècnica és acoplar una solució de flux potencial fora de la capa límit a una solució de les equacions de la capa límit dins de la capa límit. L'absència d'efectes de la capa límit significa que qualsevol línia de corrent es pot substituir per un límit sòlid sense cap canvi en el camp de flux, una tècnica utilitzada en molts enfocaments de disseny aerodinàmic. Una altra tècnica seria l'ús de sòlids de Riabouchinsky.